# オープンドア・ラボ
オープンドア・ラボ（英: Open Door Labs, Inc.）は、アメリカ合衆国カリフォルニア州サンフランシスコに本社を置くオンライン住宅販売サービスを提供するベンチャー企業である。

## 概要
Open Door Labsは2014年3月にEric Wu、Keith Rabois、Ian Wong、Justin Rossらによって設立された不動産スタートアップで、仲介ではなく自社で住宅不動産を買い取って再販売を行っている。住所、築年数、修繕履歴などの情報から独自の分析アルゴリズムを用いて再売却価格を予測し、売り主に買い取り価格の見積もりを提示している。売り主から受け取る手数料は購入価格の6.7％～13％(全米平均は約5%)かかる。手数料こそ高いが30日間のキャッシュバック保証と2年間の住宅修繕保証に加え、このiBuyerと呼ばれるオンライン査定が売り主の不動産売却のハードルを引き下げたことにより急速にシェアを拡大させている。「2021年までに既存の住宅販売市場の10%を占めるようになるだろう」と予想する証券アナリストも現れている。

## 沿革
- 2014年7月7日 - シリーズAラウンドでKhosla Ventures等より1000万ドル調達
- 2015年2月26日 - シリーズBラウンドでGGV Capital等より2000万ドル調達[5]
- 2015年10月14日 - シリーズCラウンドでAccess Technology Ventures等より8000万ドル調達
- 2016年11月30日 - シリーズDラウンドでNorwest Venture Partners等より2億1000万ドル調達[6]
- 2018年6月13日 - シリーズEラウンドでAccess Technology Ventures、General Atlantic、Lennar Corporation等より3億2500万ドル調達
- 2018年9月11日 - 不動産仲介会社Open Listingsを買収[7]
- 2018年9月27日 - シリーズEラウンドでソフトバンク・ビジョン・ファンドより4億ドル調達[8]